# The Buggles
Buggles este numele unui grup de muzică pop-rock activă în a doua jumătate a anilo 70', formată în 1977 de Trevor Horn si Geoff Downes.Trupa a lansat două albume, dintre care al doilea după ce Horn și Downes au fost înlocuiți, respectiv, Jon Anderson și Rick Wakeman în Yes.
Buggles au devenit celebri cu primul lor single „Video Killed the Radio Star”, publicată în 1979. Păreau a fi un meteorit în panorama muzicală, una din multele trupe ce produc un hit și apoi dispar, dar ambele componente au reușit să se angajeze în cariere de succes. Video pentru piesa, regizat de Russell Mulcahy, a fost primul video de muzică difuzat de MTV în America de Nord.
Deși grupul nu a cântat inițial live, Buggles a cântat împreună de două ori, în 1998 și 2004.
La data de 10 august 2010 a anunțat reconstituirea Buggles. Pentru a face acest lucru a fost prezent și fondatorul Trevor Horn în vârstă de 60 de ani pe site-ul său oficial. Trevor Horn, Geoff Downes și Bruce Woolley va efectua o singură dată,un concert, în septembrie 2010 la un club din Londra, iar încasările vor fi donate în întregime unui spital.

## Format trupă
- Trevor Horn - bas, voce (1977 - 1981)
- Geoff Downes - tastaturi (1977 - 1981)

Da:
In:
Traduzione da Italiano verso Rumeno

### Alți Muzicieni
- Debi Doss - voce (1979 - 1980)
- Linda Jardim - voce (1979 - 1980)
- Bruce Woolley - chitara solo (1978 - 1981)
- Simon Darlow - ritm chitara, suplimentare tastaturi (1980 - 1981)
- Richard James Burgess - baterie (1978 - 1980)
- Luis Jardim - baterie percutie (1980 - 1981)
- Ioan Sinclair - programare (1980 - 1981

## Discografie
- The Age of Plastic (1980)
- Adventures in Modern Recording (1981)